# Northern Arizona Lumberjacks

Big Sky Conference Logo in den Farben der NAU Lumberjacks

Die Northern Arizona Lumberjacks (auch NAU) ist das Sportteam der Northern Arizona University in Flagstaff, Arizona. Die Universität hat 15 Mannschaften, darunter Männer- und Frauenbasketball, Männer- und Frauen-Cross Country und Leichtathletik, Männer- und Frauentennis, Frauengolf, Frauenschwimmen und Wasserspringen, Frauenvolleyball und Fußball. Die Lumberjacks treten in der NCAA Division I an und sind Mitglieder der Big Sky Conference mit Ausnahme des Frauen-Schwimm- und Wasserspringenteams, das Mitglied der Western Athletic Conference ist.

## Teams
| Herren                   | Frauen                       |
| ------------------------ | ---------------------------- |
| Basketball               | Basketball                   |
| Cross Country            | Cross Country                |
| Football                 | Golf                         |
| Tennis                   | Fußball                      |
| Leichtathletik (Halle)   | Schwimmen und Wasserspringen |
| Leichtathletik (draußen) | Tennis                       |
|                          | Leichtathletik (Halle)       |
|                          | Leichtathletik (draußen)     |
|                          | Volleyball                   |

## Teilnehmer bei Olympischen Spielen
| Sportler            | Event          | Jahr             | Team       |
| ------------------- | -------------- | ---------------- | ---------- |
| Maya Benzora        | Weitsprung     | 1984             | Israel     |
| Victor Castillo     | Weitsprung     | 2004             | Venezuela  |
| Angela Chalmers     | 3000 m         | 1988, 1992       | Kanada     |
| Diego Estrada       | 10.000 m       | 2012             | Mexiko     |
| Samantha George     | 4 × 400 m      | 2000             | Kanada     |
| Lopez Lomong        | 1500 m, 5000 m | 2008, 2012       | USA        |
| Andrew Mavis        | Basketball     | 2000             | Kanada     |
| David McNeill       | 5000 m         | 2012             | Australien |
| Amin Nikfar         | Kugelstoßen    | 2008, 2012       | Iran       |
| Kristian Pettersson | Speerwurf      | 2000             | Schweden   |
| Anna Soderberg      | Diskuswurf     | 2000, 2004, 2008 | Schweden   |
| Georgina Toth       | Hammerwurf     | 2008             | Kamerun    |